# Hypokopelates leonina
Hypokopelates leonina är en fjärilsart som beskrevs av Henry Stempffer 1951. Hypokopelates leonina ingår i släktet Hypokopelates och familjen juvelvingar. Inga underarter finns listade i Catalogue of Life.